# Gewone perenbladvlo
De gewone perenbladvlo (Cacopsylla pyri) is een insect uit de familie der bladvlooien (Psyllidae). Deze bladvlooien zuigen sap op uit perenbomen en worden daarom als pest beschouwd.
De wetenschappelijke naam van de soort werd in 1758 als Chermes pyri gepubliceerd door Carl Linnaeus, maar deze naam wordt door veel taxonomen als een nomen nudum beschouwd; vaak wordt de originele combinatie daarom vermeld als Chermes pyri Linnaeus, 1761, verwijzend naar de tweede editie van zijn Fauna svecica, waar een korte beschrijving is toegevoegd.

## Beschrijving en levenswijze
De gewone perenbladvlo heeft een meerkleurige zomervorm en een bruinig gekleurde wintervorm. Er zijn zo'n vier generaties per jaar. De wintervorm springt in de winter rond op de kale takken van de perenboom wanneer de zon maar even schijnt, zelfs bij matige tot strenge vorst, doordat ze een soort antivries produceert. Nimfen zijn op de bladeren aanwezig in lente en zomer. Net als bladluizen produceren ze honingdauw, maar in tegenstelling tot bladluizen dompelen bladvlonimfen zichzelf onder en gebruiken de honingdauw als barrière tegen roofvijanden. 

## Verspreiding en leefgebied
De soort komt oorspronkelijk voor in Eurazië, maar heeft zich ook weten te verspreiden naar Noord-Amerika. In Europa is de soort algemeen en komt voor van Spanje tot in Noorwegen.